# Hőközpont

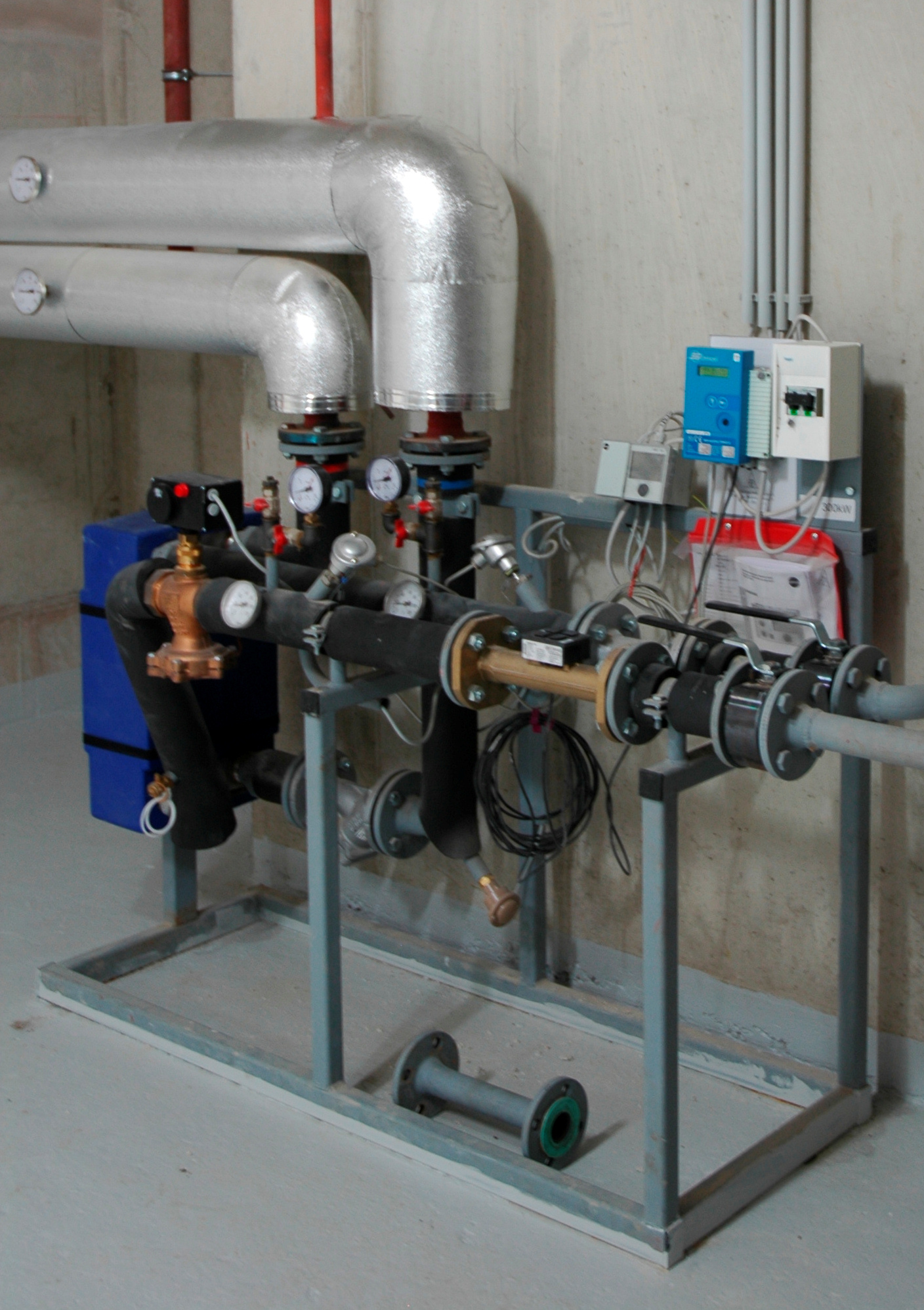
Egy kis méretű hőközpont állomás egy lakóövezetben, ami 300 kW hőteljesítményű. A hőmennyiségmérő két eleme látható: a jobb oldalon a számítóegység (fehér/kék doboz) és az ultrahangos áramlásmérő közepén (bronzcső).

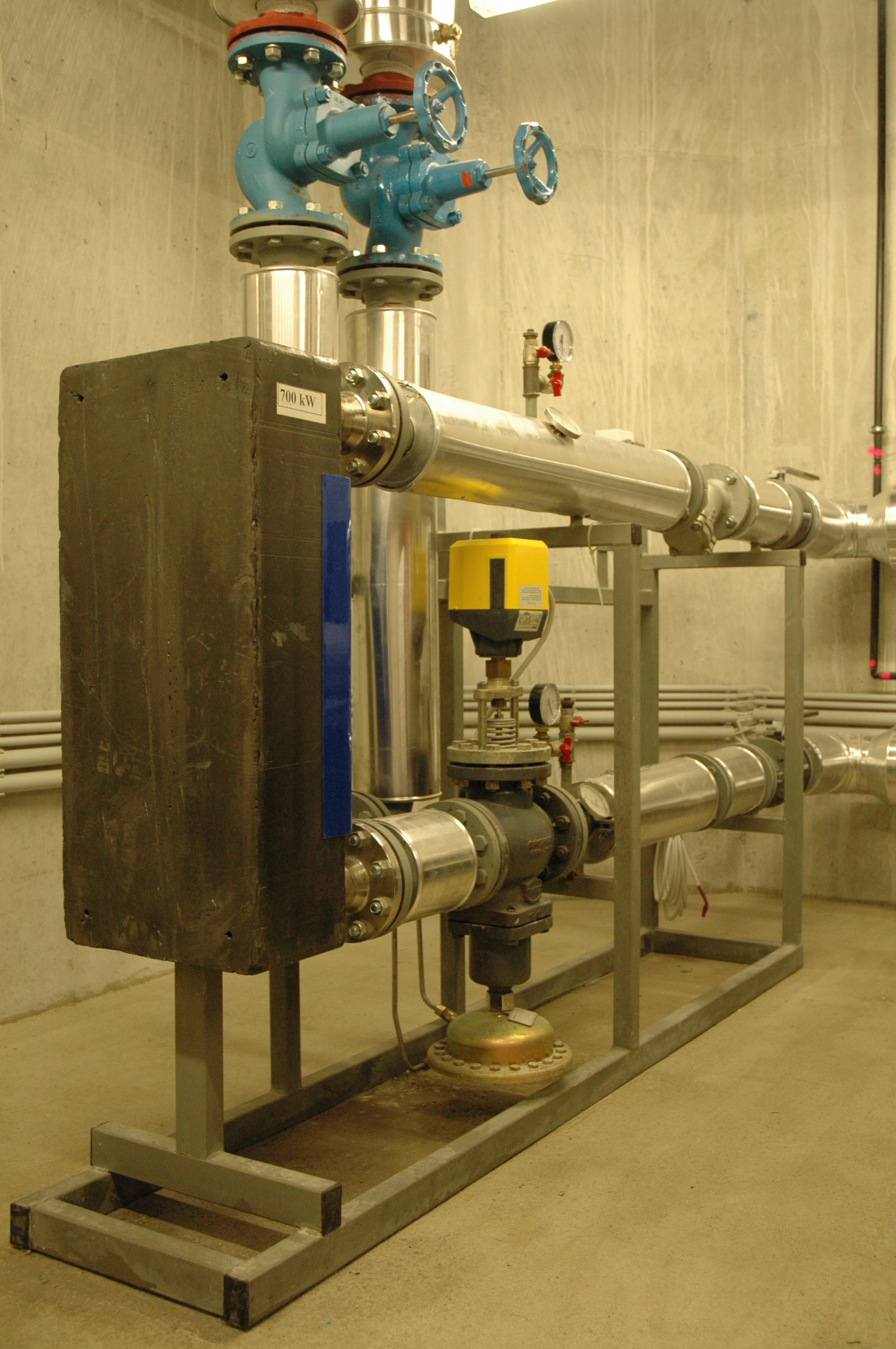
700 kW hőteljesítményű távfűtő állomás.

A hőközpont a hőtermelő és távhővezeték hálózat mellett a távhőrendszer alapvető műszaki létesítménye, a távfűtés és az épületfűtés, azaz a központi fűtés határa.

## Felépítése
Az hőközpont általában az alábbi részek közül egyet vagy többet tartalmaz:
- Hőcserélő - A rendszer primer és szekunder oldalának elválasztása, primer folyadék áramból átadja a hőt a szekunder folyadék áramba (pl.: hideg víz) a hőátadó falon keresztül, amely megakadályozza a 2 folyadékáram keveredését.
- Motoros szabályozó szelep - A hőcserélőn keresztül történő víz áramlás szabályzása.
- Differenciál nyomás szabályzó - A hőközponti rendszerbe jutó primer víz nyomáskülönbség szabályozása, és a primer térfogatáram korlátozása. A hőközponton eső nyomáskülönbséget rugóerő ellenében korlátozza, illetve a primer tömegáram korlátozása nyomáskülönbség alapján.
- Szűrő -  A részecskék szűrése (rozsda darabok), amik blokkolhatják a szabályozó szelepet vagy eldugíthatják a hőcserélőt. Alkalmaznak mechanikus, vagy mágneses szűrőket.
- Elzáró szelep -
- Hőmennyiségmérő - Az energiafogyasztás mérése
- Hőmérséklet szabályzó (Szabályzó,PLC,Kontroller) - A szekunder oldali hőmérséklet szabályozása, a primer oldali víz áramlás szabályozásával, rendelkező jelet (záró-nyitó) ad a motoros szelepeknek, illetve ide csatlakoznak különböző érzékelők (pl, szekunder előre, visszatérő ág hőmérséklet érzékelői) és ezeket összegezve a beletáplált szabályozási görbe szerint vezérli a motoros szelepeket.
- Hőmérséklet érzékelő - hőmérséklet mérése az adott csőszakaszokon, a  mért adatok, illetve a érzékelő végei a szabályzóba csatlakoznak.
- Hálózati meleg víz tároló -
- Keringető szivattyú - A víz keringtetése a csőhálózatban.
- Biztonsági szelep -
- Visszacsapó szelep -
- Manométer -
- Nyomástávadó -
- Mágnesszelep -
- Zárt tágulási tartály -
- Határoló termosztát - A hálózati meleg vizes motoros szabályzó szeleppel sorba van kötve és amennyiben túl forró a víz a termosztát beállított értékét meghaladja (pl 65 °C-ot) , megszakítja a motoros szelep áramkörét és a szelep teljesen kizár (0%-ra) megszűnik a primer oldalon az áramlás.
- Zsomp szivattyú - A legmélyebb ponton van a hőközpontban, amennyiben csőtórés van akkor a víz a zsomp aknába folyik és a szivattyú bekapcsol, ha az úszókapcsolója zárni fog ez egy bizonyos vízszint elérésekor megtörténik és a szennyvíz csatornába szivattyúzza a vizet.

## Képek

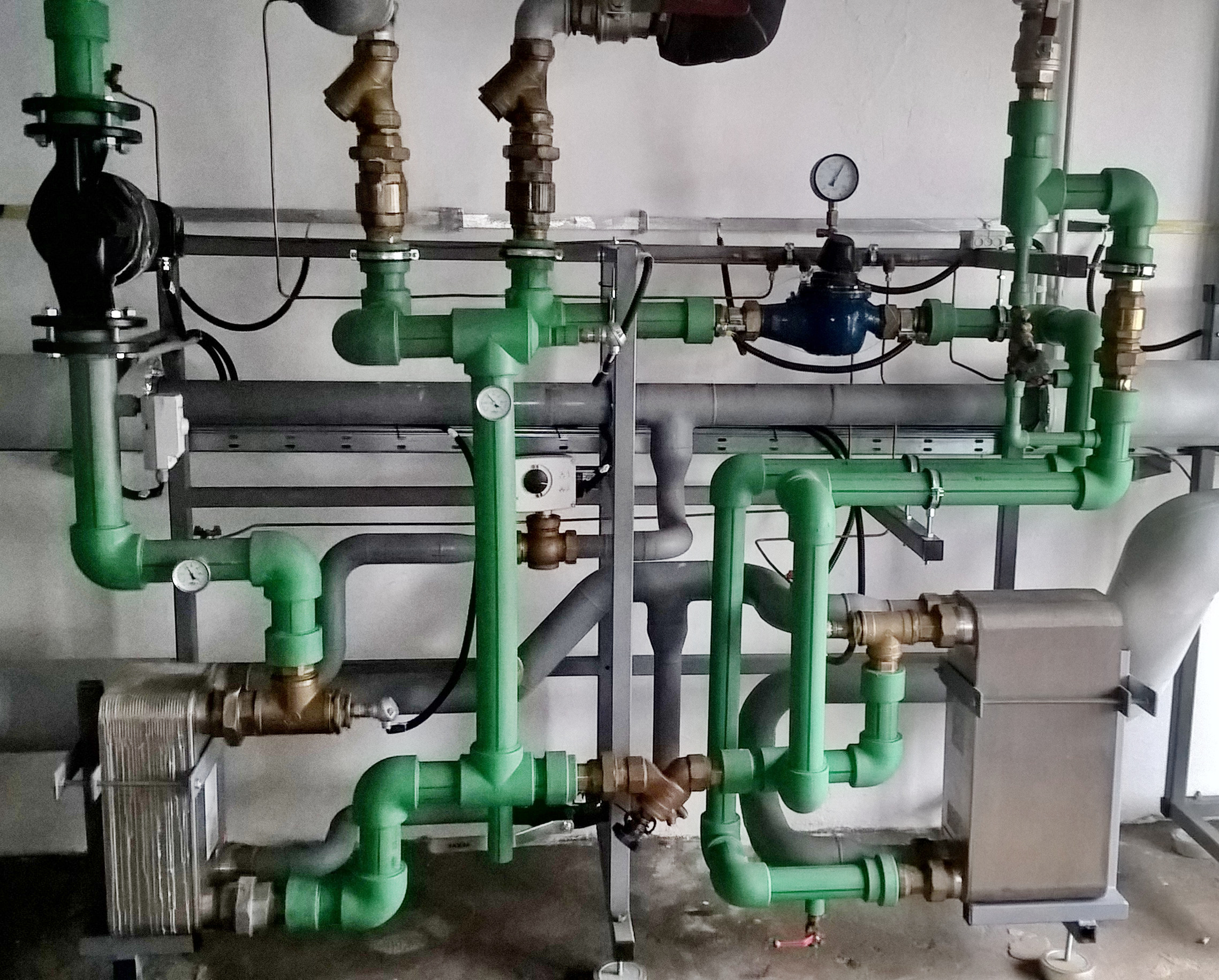
Hőközpont meleg vizes blokk részlete
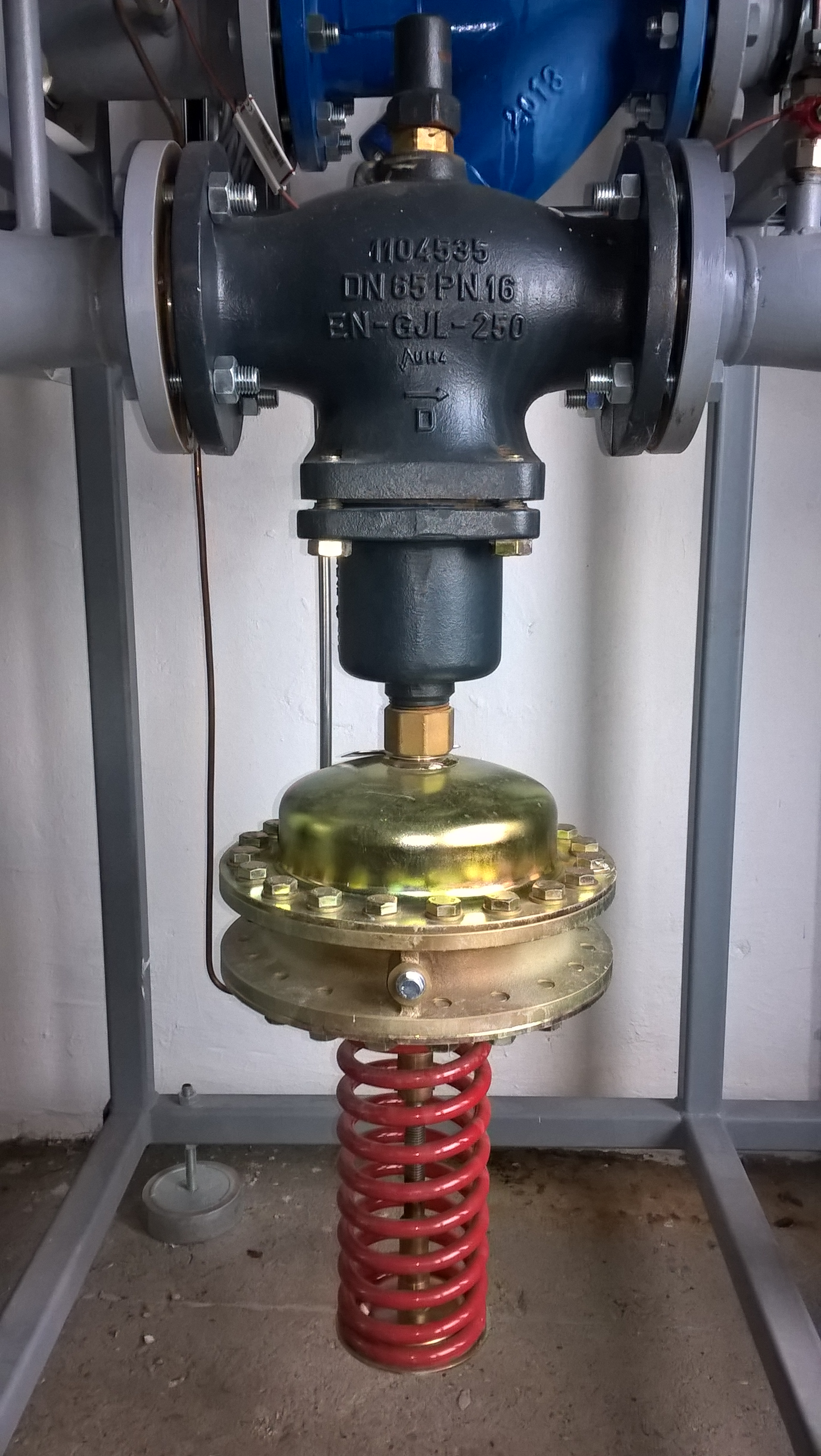
Differenciál nyomás szabályzó
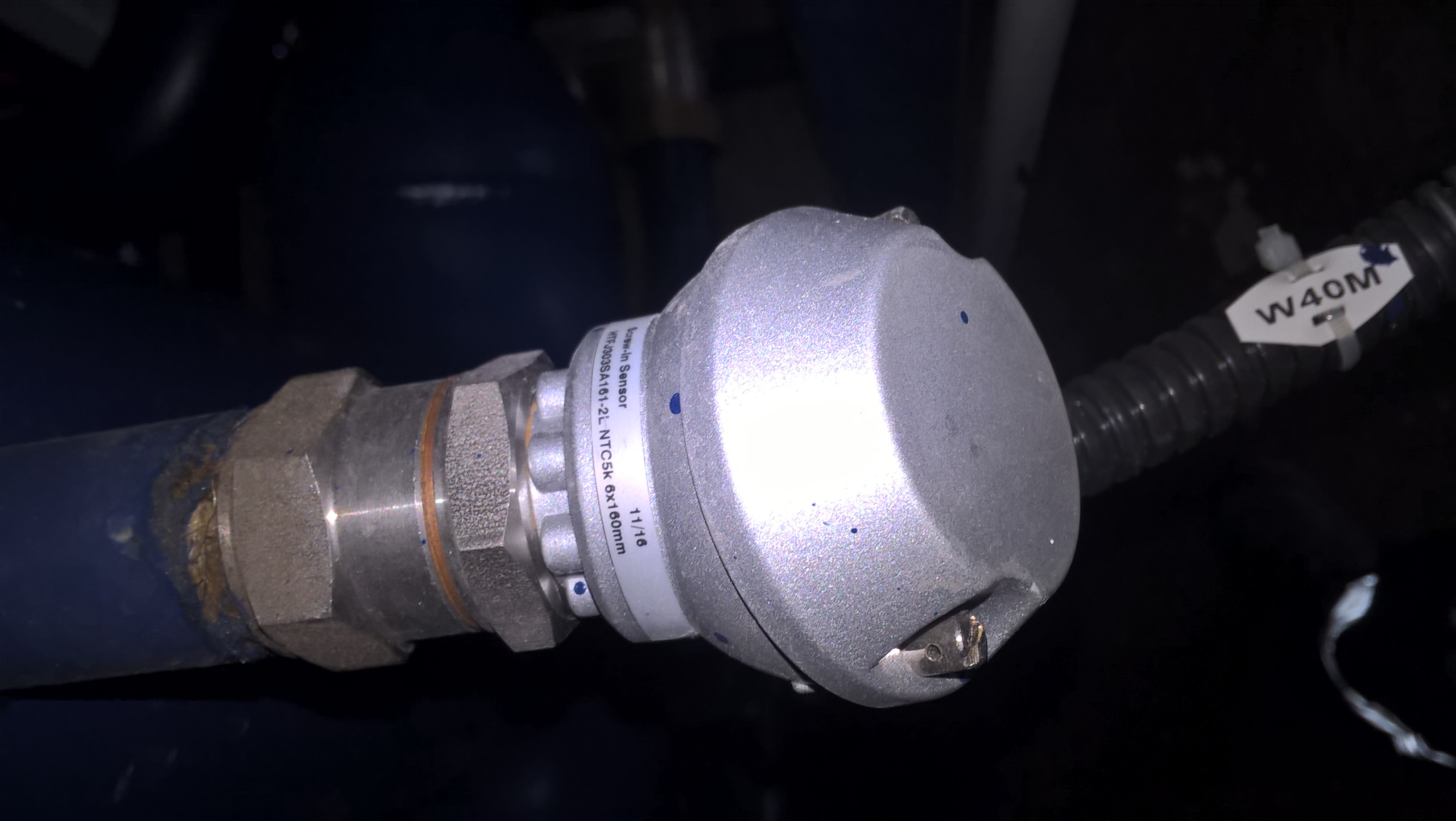
Hőmérséklet érzékelő, Típusa: NTC5k
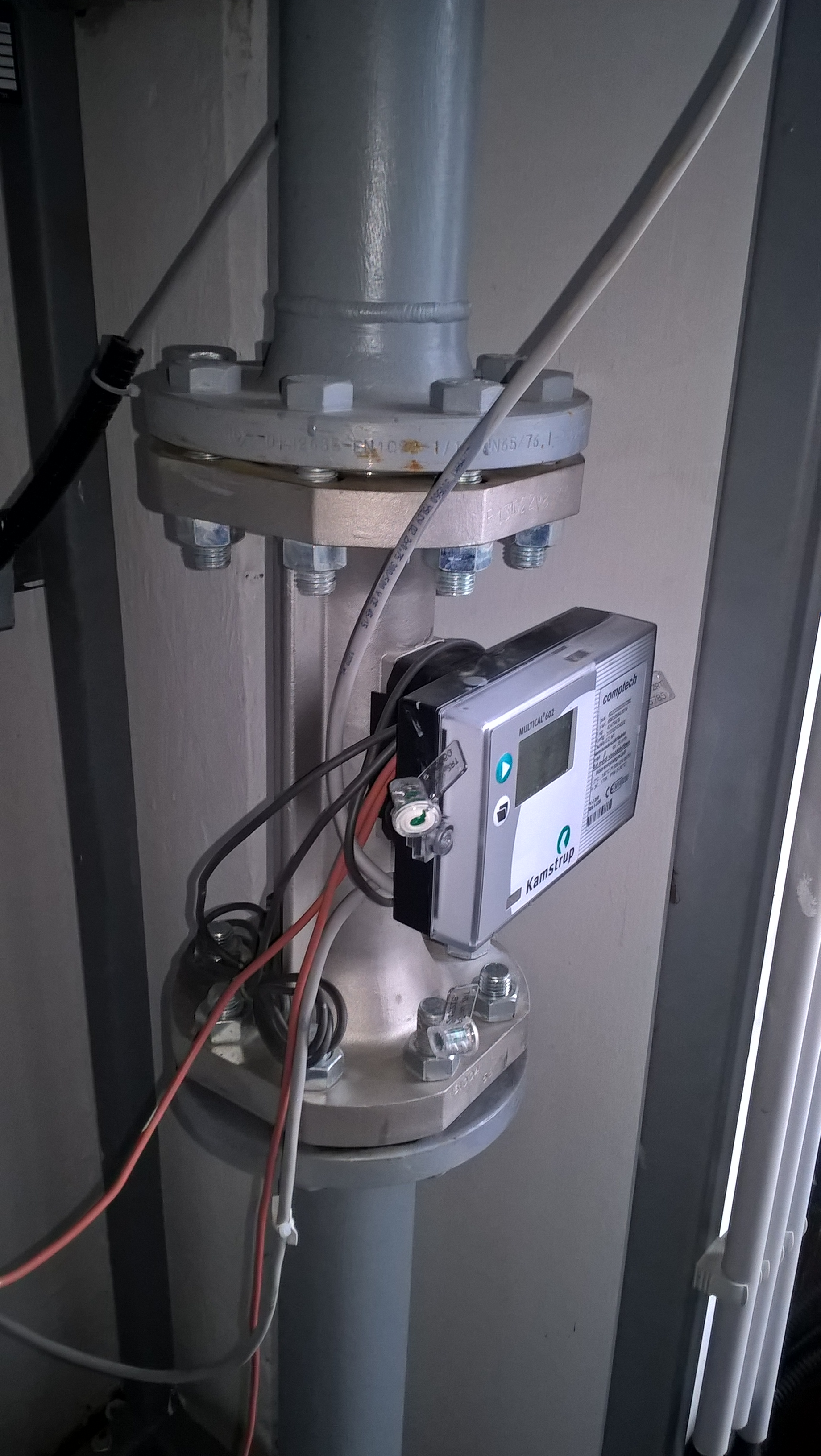
Hőmennyiségmérő
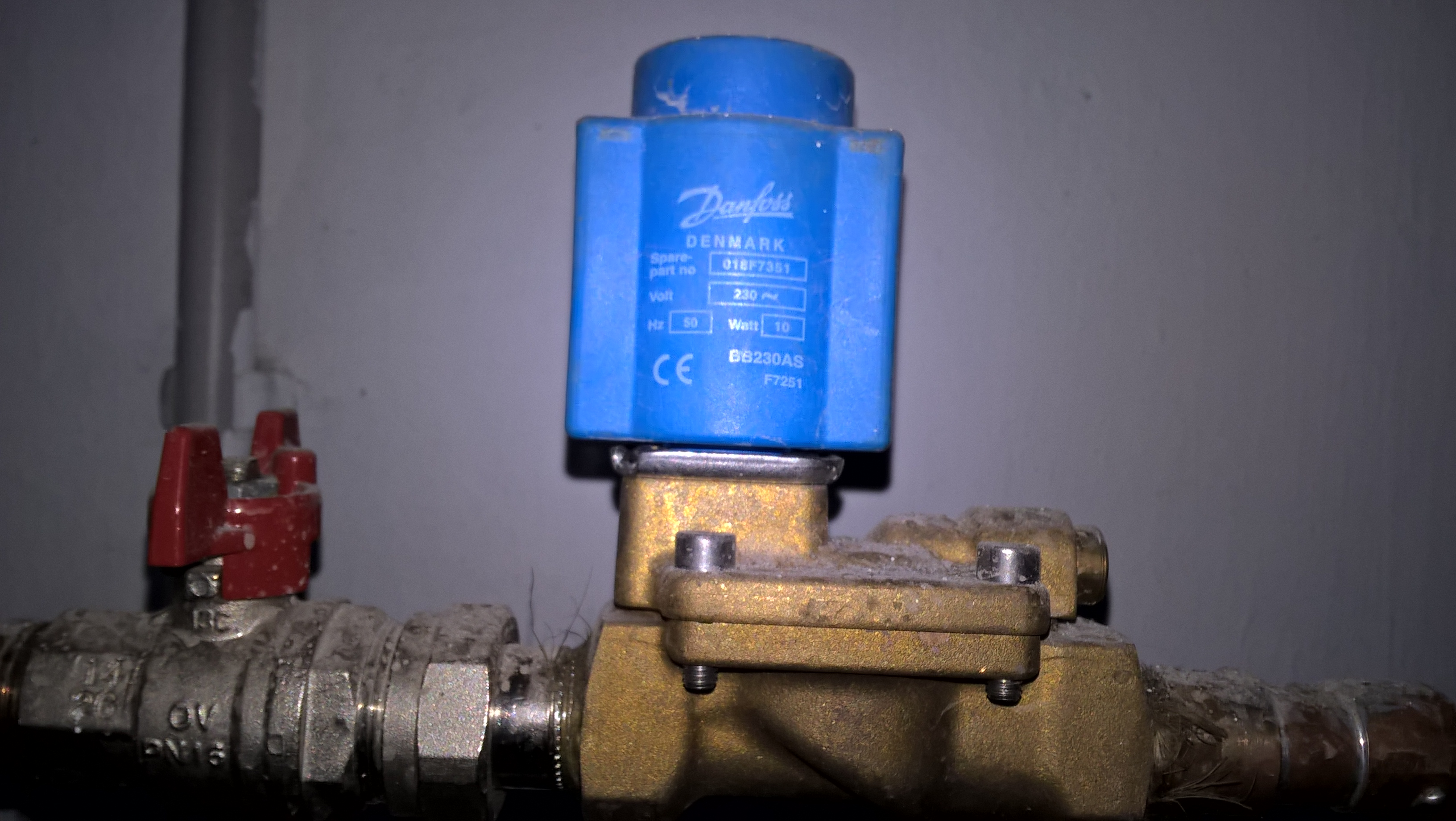
Mágnesszelep
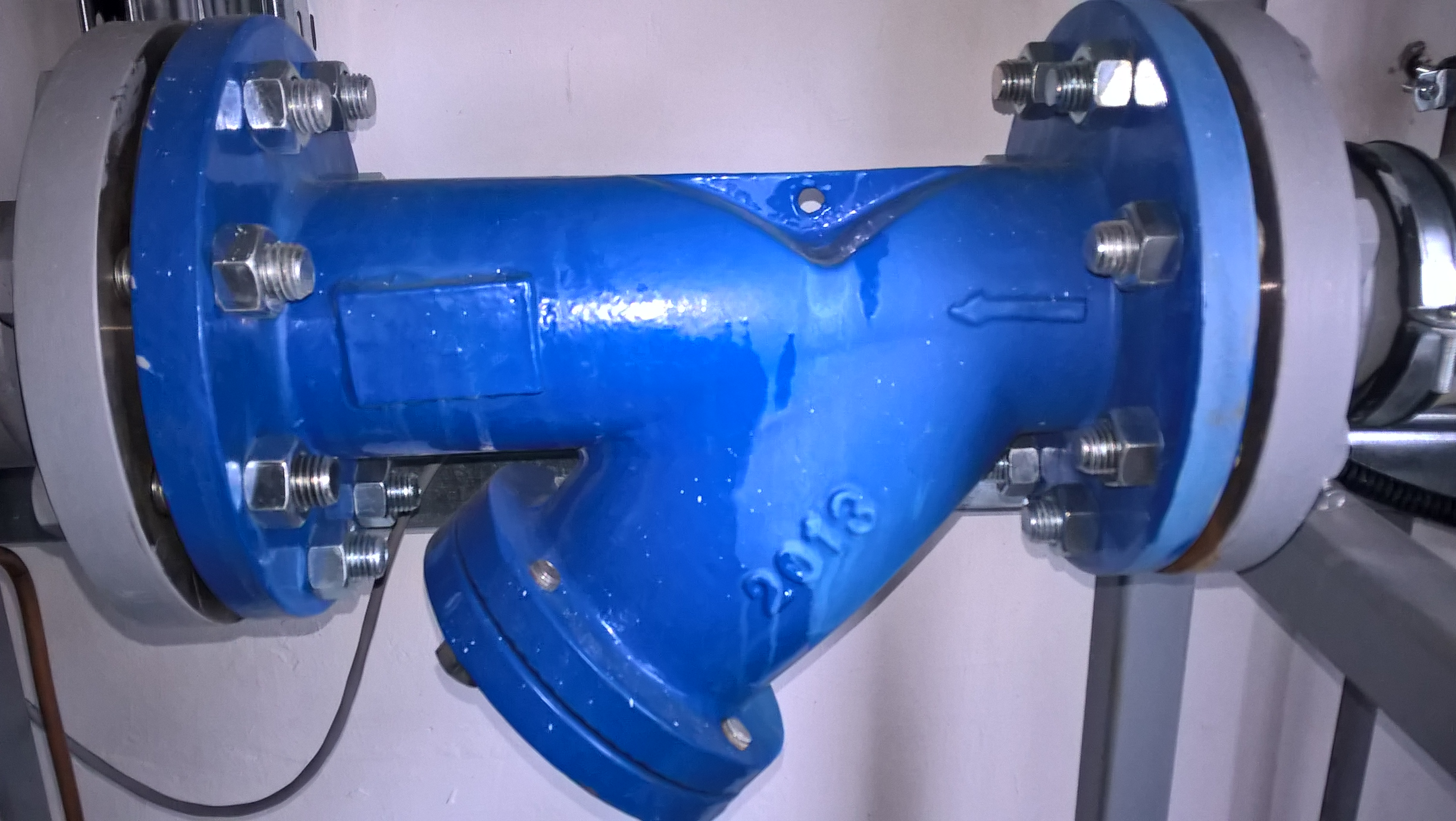
Szűrő
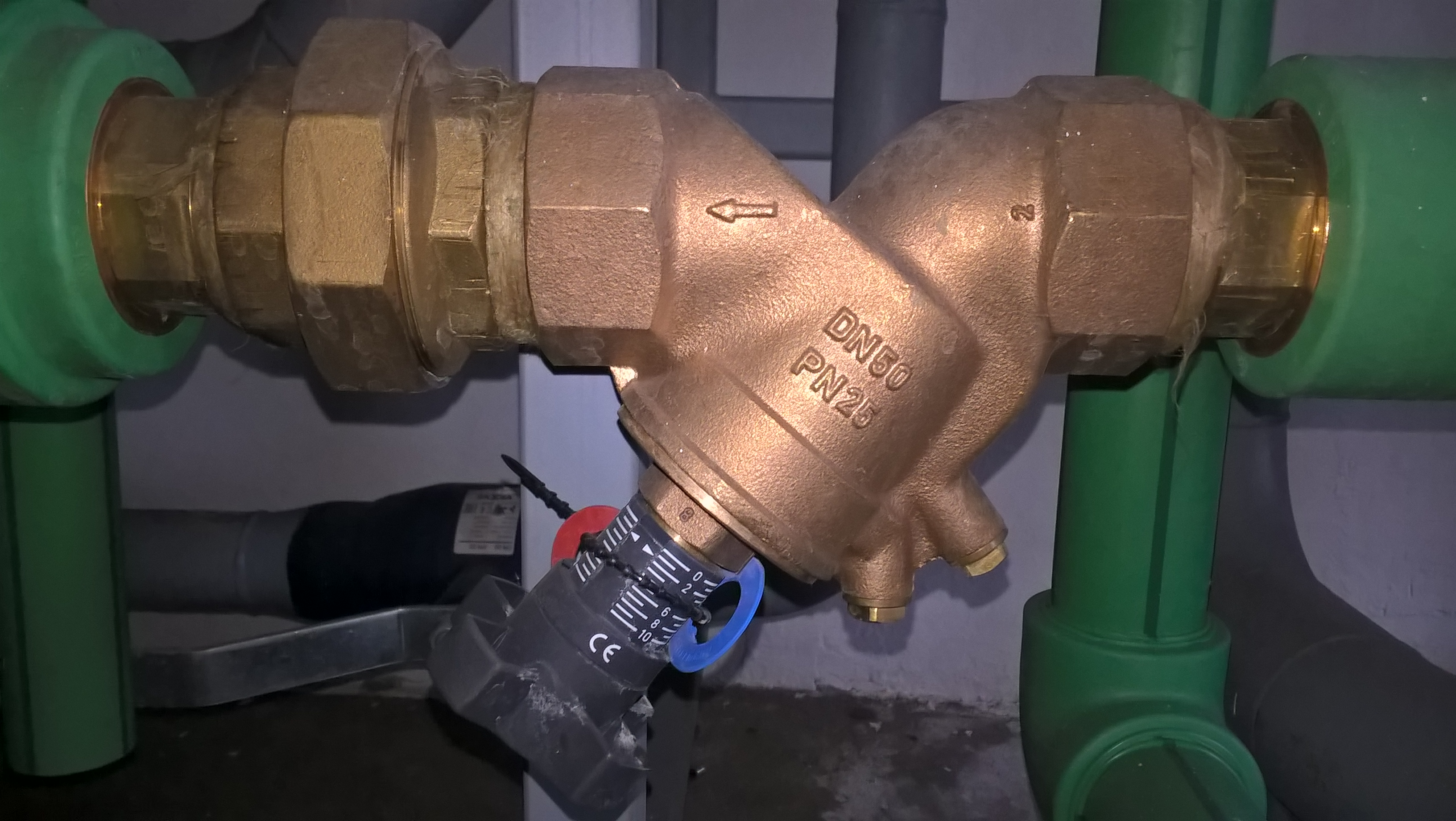
Ferdeszelep
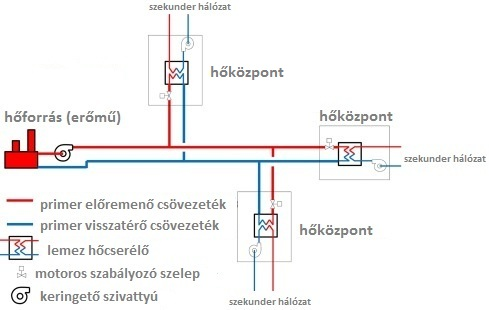
Az erőműből érkező primer forróvíz hőközpontokba való eljutása (ábra).
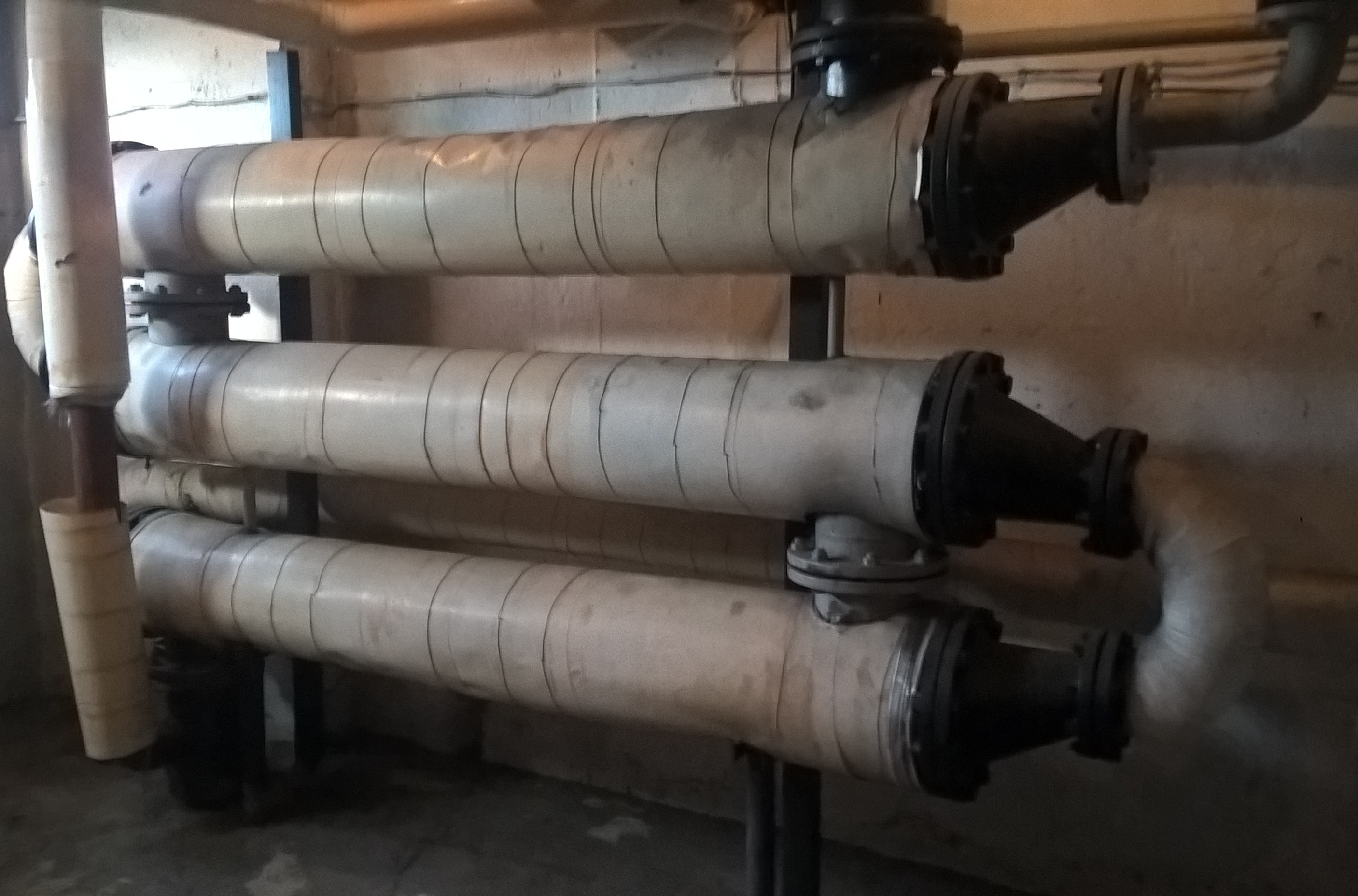
Régi típusú, úgynevezett szivar (NTH - építőelemes hőcserélő) hőcserélő egy hőközpontban, Budapesten.
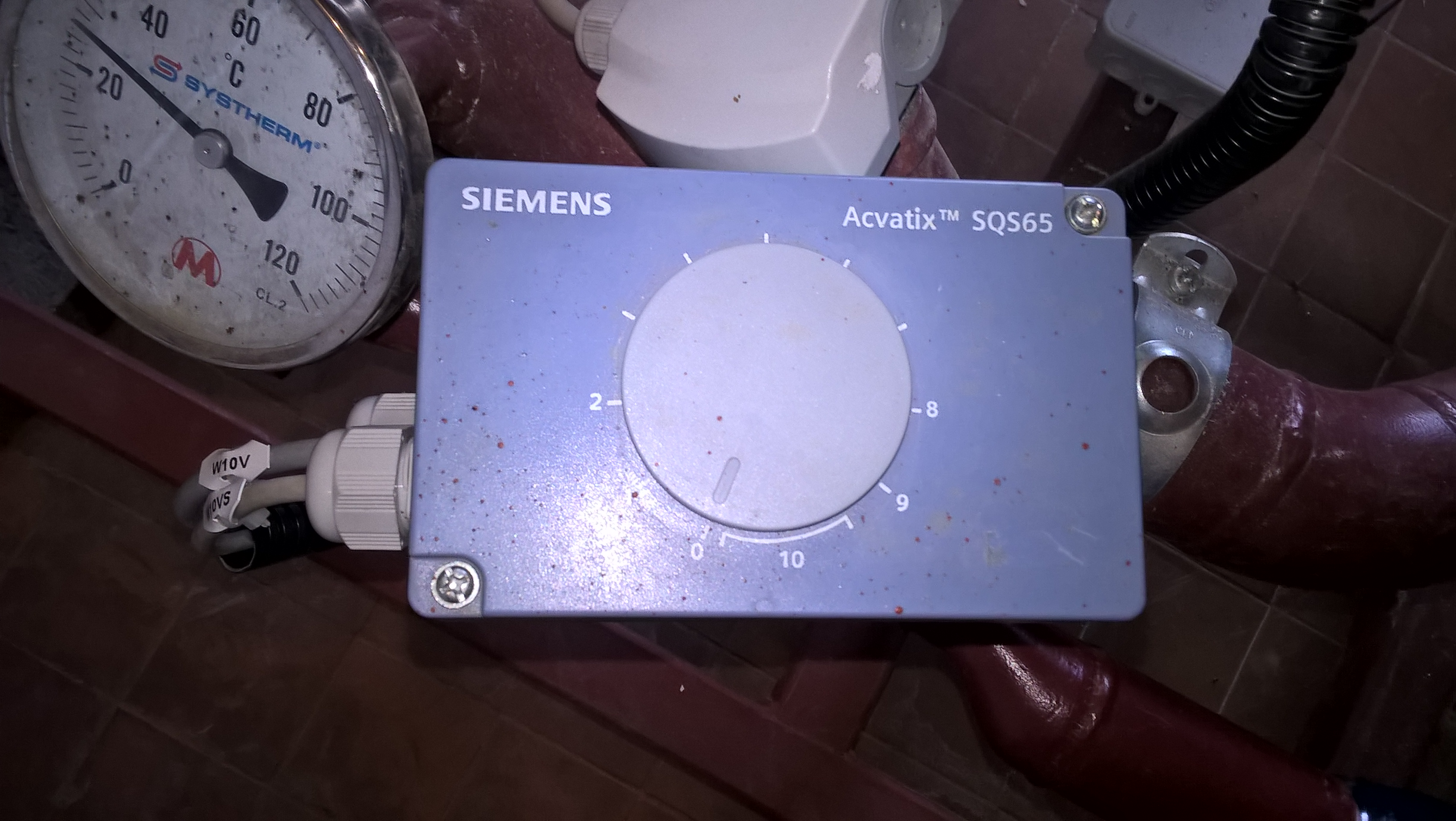
Motoros szabályozó szelep, Típusa:SIEMENS Acvatix TM SQS65
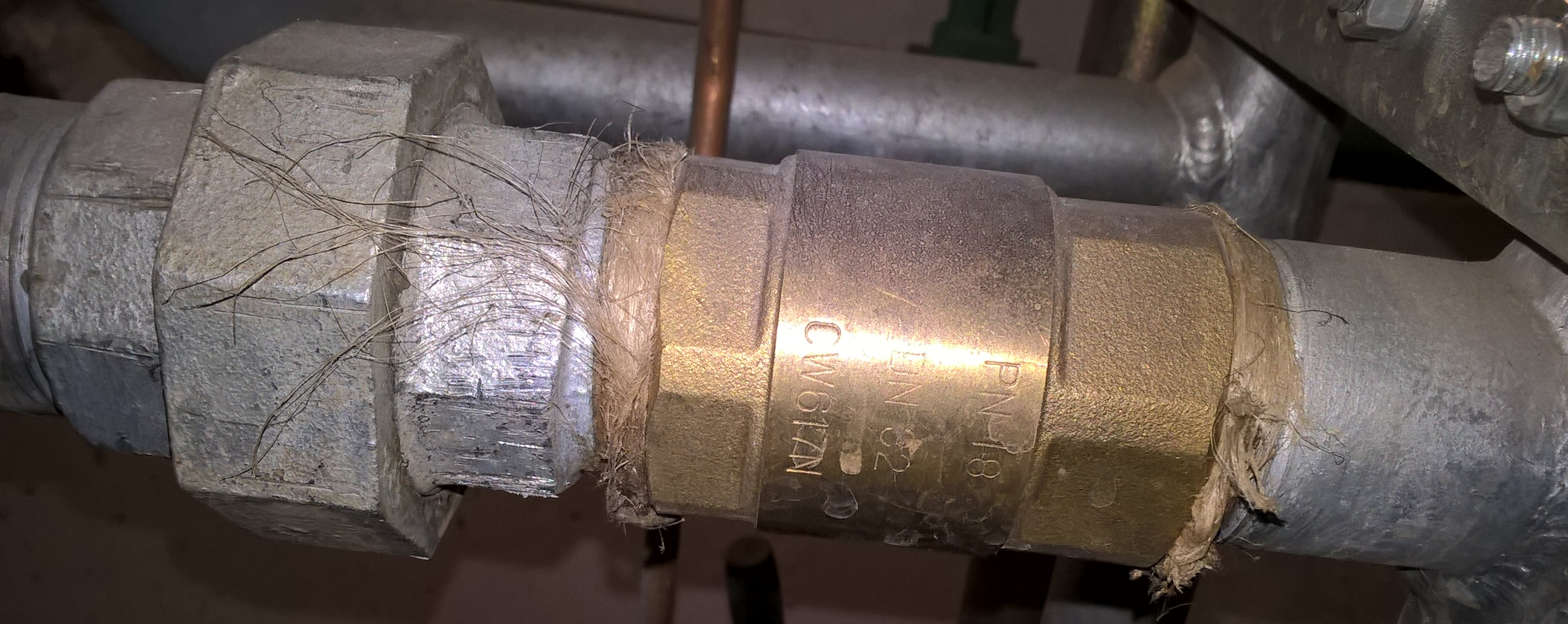
Visszacsapó szelep

## Külső hivatkozások
- Mágneses szűrők[halott link]